# Lakatjärnen, Härjedalen
Lakatjärnen är en sjö i Härjedalens kommun i Härjedalen och ingår i Ljusnans huvudavrinningsområde. Sjön har en area på 0,0633 kvadratkilometer och ligger 787 meter över havet.

## Delavrinningsområde
Lakatjärnen ingår i det delavrinningsområde (694248-135664) som SMHI kallar för Utloppet av Grundsjön. Medelhöjden är 733 meter över havet och ytan är 93,79 kvadratkilometer. Räknas de 50 avrinningsområdena uppströms in blir den ackumulerade arean 585,54 kvadratkilometer. Mittån som avvattnar avrinningsområdet har biflödesordning 2, vilket innebär att vattnet flödar genom totalt 2 vattendrag innan det når havet efter 353 kilometer. Avrinningsområdet består mestadels av skog (64 procent). Avrinningsområdet har 21,71 kvadratkilometer vattenytor vilket ger det en sjöprocent på 23,1 procent.